# Hyophila incurva
Hyophila incurva là một loài rêu trong họ Pottiaceae. Loài này được A. Jaeger mô tả khoa học đầu tiên năm 1873.